# Plombières
Plombières (tysk: Bleyberg eller (forældet) Bleiberg , hollandsk: Blieberg) er en landkommune i Ardennerne, i Vallonien i provinsen Liège i Belgien. Kommunen havde 10.527 indbyggere i 2020. Kommunens officielle sprog er fransk, men da området er en grænsekommune, så er den sproglige situation kompliceret. 

## Nabokommuner
Mod øst grænser kommunen op til Kanton Eupen (Eupener Land), mod nordøst har kommunen en kort fælles grænse med Tyskland, mod nord ligger Holland, mod vest grænser kommunen op til det hollandsktalende Flandern, mod syd er naboerne de belgiske kommuner Aubel, Thimister–Clermont og Welkenraedt.

## Sprog
Det lokale sprog er plattysk eller platdietse (er lokalt en overgangsdialekt mellem østlimburgisk og ripuarisk).
I 1918 afskaffede den midlertidige belgiske administration højtysk som det officielle sprog. I stedet blev fransk myndighedernes sprog. Samme år blev fransk det eneste skolesprog.
Tysk (standardtysk) og hollandsk betragtes som hvilende mindretalssprog, men disse sprog bruges p.t. ikke i officielle sammenhænge.